# Katie Stevens
Katherine Mari „Katie“ Stevens (* 8. prosince 1992, Southbury, Connecticut, Spojené státy americké) je americká herečka a zpěvačka. V soutěži American Idol se v deváté řadě umístila na osmém místě. Jako herečka se proslavila díky roli Karmy Ashcroft v seriálu Předstírání a role Jane Sloan v seriálu Troufalky.

## Životopis
Stevens se vyrostla v Middlebury v Connecticutu Markovi a Claře Stevens. V červnu 2010 odmaturovala na Pomperaugh High School. Na škole byla členkou plaveckého týmu po čtyři roky. Má portugalské kořeny z matčiny strany. Hovoří portugalsky. Poprvé vystupovala před publikem v pěti letech, když zpívala národní hymnu na politické akci ve svém městě. V sedmi letech zpívala „From This Moment On“ na svatbě své tety. Dlouho spolupracovala s místní divadelní komunitou. Hrála Dorothy v produkci The Wizard of Oz v BSS Children Theatre a v Main Street Theater. Také hrála roli Sharpey v produkci Muzikálu ze střední a roli Kočky v produkci Honk. Ve třinácti letech vystoupila v Carnegie Hall.

## Kariéra

### 2009–10:American Idol
13. srpna 2009 se zúčastnila Bostonského konkurzu do soutěže American Idol s písničkou „At Last“, kde se všichni čtyři porotci, včetně hostující porotkyně Victorie Beckham shodli, že by měla postoupit do dalšího kola - Hollywood. Porotkyně Kara DioGuardi ji nazvala jednou z nejvíce talentovaných šestnáctiletých, které kdy viděla. Během vyřazovacího večera 24. března 2010 skončila mezi třemi posledními, společně s Paige Miles a Timem Urbanem. Postoupila však do dalšího kola a získala tak místo při letním turné American Idol. Ze show byla vyřazena 14. dubna 2014, společně s Andrewem Garciou. Od 1. července do 31. srpna 2010 se zúčastnila letního turné American Idols LIVE! Tour 2010. Na turné zpívala písničky „Here We Go Again“ a „Fighter“.

### Vystoupení
| Týden             | Téma                                     | Skladba                        | Původní umělec                 | Pořadí | Výsledk      |
| ----------------- | ---------------------------------------- | ------------------------------ | ------------------------------ | ------ | ------------ |
| Konkurz           | Vlastní výběr                            | „At Last“                      | Glenn Miller and his Orchestra | x      | Postup       |
| Hollywood         | První sólo vystoupení                    | „For Once in My Life“          | Stevie Wonder                  | x      | Postup       |
| Hollywood         | Skupinové vystoupení                     | „No One“                       | Alicia Keys                    | x      | Postup       |
| Hollywood         | Druhé sólo vystoupení                    | „Chasing Pavements“            | Adele                          | x      | Postup       |
| Top 24 (12 dívek) | Hity z žebříčkuBillboard Hot 100         | „Feeling Good“                 | Cy Grant                       | 12     | Zachráněna   |
| Top 20 (10 dívek) | Hity z žebříčkuBillboard Hot 100         | „Put Your Records On“          | Corinne Bailey Rae             | 4      | Zachráněna   |
| Top 16 (8 dívek)  | Hity z žebříčkuBillboard Hot 100         | „Breakaway“                    | Kelly Clarkson                 | 1      | Zachráněna   |
| Top 12            | The Rolling Stones                       | „Wild Horses“                  | The Rolling Stones             | 6      | Zachráněna   |
| Top 11            | Hity na prvním místě v žebříčkuBillboard | „Big Girls Don't Cry“          | Fergie                         | 8      | Poslední tři |
| Top 10            | R&B/Soul                                 | „Chain of Fools“               | Aretha Franklinová             | 7      | Poslední tři |
| Top 9             | Lennon/McCartney                         | „Let It Be“                    | The Beatles                    | 2      | Zachráněna   |
| Top 9             | Elvis Presley                            | „Baby, What You Want Me to Do“ | Jimmy Reed                     | 8      | Vyřazení     |

### 2010–dosud: PoAmerican Idol, herecká kariéra

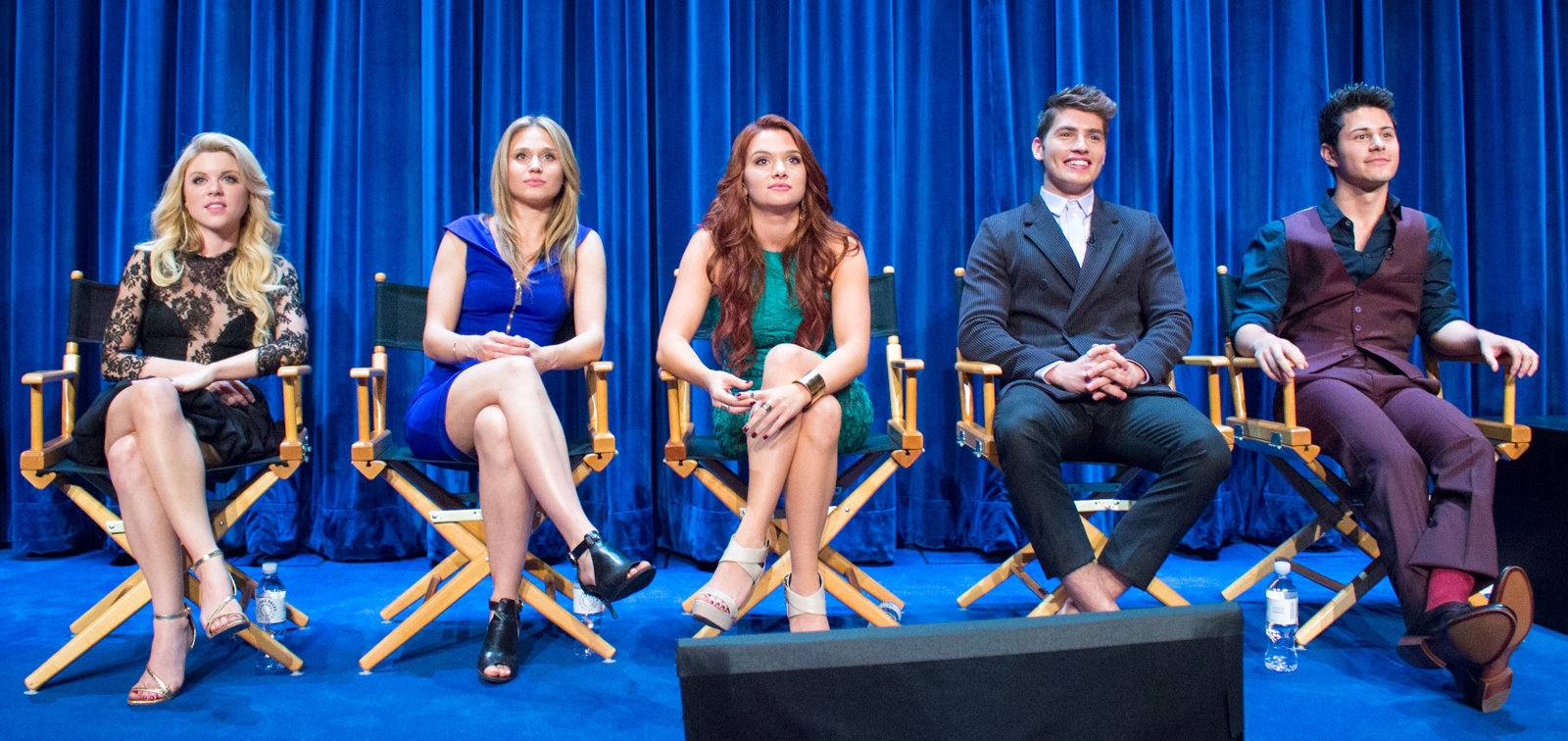
Obsazení Předstírání: Bailey De Young, Rita Volk, Katie Stevens, Gregg Sulkin a Michael J. Willett na Paleyfestu v roce 2014.

Po vyřazení se objevila v několika televizních show, včetně show Ellen DeGeneresové, kde vystoupila s písní „Over the Rainbow“. V televizní show Wendy Williams vystoupila s písní „Big Girls Don't Cry“. Na začátku roku 2010 napsala 9 písniček. 12. prosince 2010 vystoupila v portugalské verzi American Idol Ídolos Portugal, kde zazpívala písničku „All I Want for Christmas Is You“ od Mariah Carey. V červnu rok 2012 si zahrála hlavní roli ve videu Todricka Halla „Beauty and the Beat“.
V roce 2014 měl premiéru seriál stanice MTV Předstírání, ve kterém hrála hlavní roli Karmy Ashcroft. V roce 2015 byla obsazena do role Lindsay Willows v filmu Immortality, který sloužil jako závěrečný díl seriálu Kriminálka Las Vegas. V roce 2017 získala roli v seriálu stanice Freeform Troufalky.

## Osobní život
Dne 24. ledna 2018 herečka na svém instagramovém účtu prozradila, že se zasnoubila se svým dlouholetým přítelem Paulem DiGiovannim. V říjnu 2019 se po čtyřleté známosti vzali.

## Filmografie

### Film
| Rok  | Název                        | Role            | Poznámky            |
| ---- | ---------------------------- | --------------- | ------------------- |
| 2013 | Running Up That Hill         | dívka na party  | krátkometrážní film |
| 2013 | Bare: A Pop Opera            | Nadia McConnell |                     |
| 2014 | Friends and Romans           | Gina DeMaio     |                     |
| 2015 | Jimmy                        | Rachel          | krátkometrážní film |
| 2016 | Billy Tupper's Knockout Bout |                 | krátkometrážní film |
| 2018 | Polaroid                     | Avery           |                     |
| 2019 | Haunt                        | Harper          |                     |

### Televize
| Rok        | Název                                  | Role            | Poznámky                                          |
| ---------- | -------------------------------------- | --------------- | ------------------------------------------------- |
| 2014–2016  | Předstírání                            | Karma Ashcroft  | hlavní role, 38 dílů                              |
| 2015       | I'll Bring the Awkward                 | Alexis Martin   | díl: „The Hammer of Destiny“                      |
| 2015       | Kriminálka Las Vegas: Immortality      | Lindsey Willows | díly: „Finále, první část“ a „Finále, druhá část“ |
| 2017–dosud | Troufalky                              | Jane Sloan      | hlavní role                                       |
| 2019       | Dolly Parton: Hra na city              | Lee             | díl: „Two Doors Down“                             |
| 2020       | The Disney Family Singalong: Volume II | ona sama        | televizní pořad                                   |
| 2020       | Celebrity Family Feud                  | ona sama        | díl: „The Bold Type vs. RuPaul's Drag Race“       |

### Hudební video
| Rok  | Název        | Umělec     |
| ---- | ------------ | ---------- |
| 2017 | „How Not To“ | Dan + Shay |

## Ocenění a nominace
| Rok  | Ocenění            | Kategorie                       | Práce     | Výsledek |
| ---- | ------------------ | ------------------------------- | --------- | -------- |
| 2017 | Imagen Awards      | nejlepší herečka: televize      | Troufalky | nominace |
| 2018 | Teen Choice Awards | nejlepší letní televizní hvězda | Troufalky | nominace |